# Feuermeteor vom 13. Oktober 2009

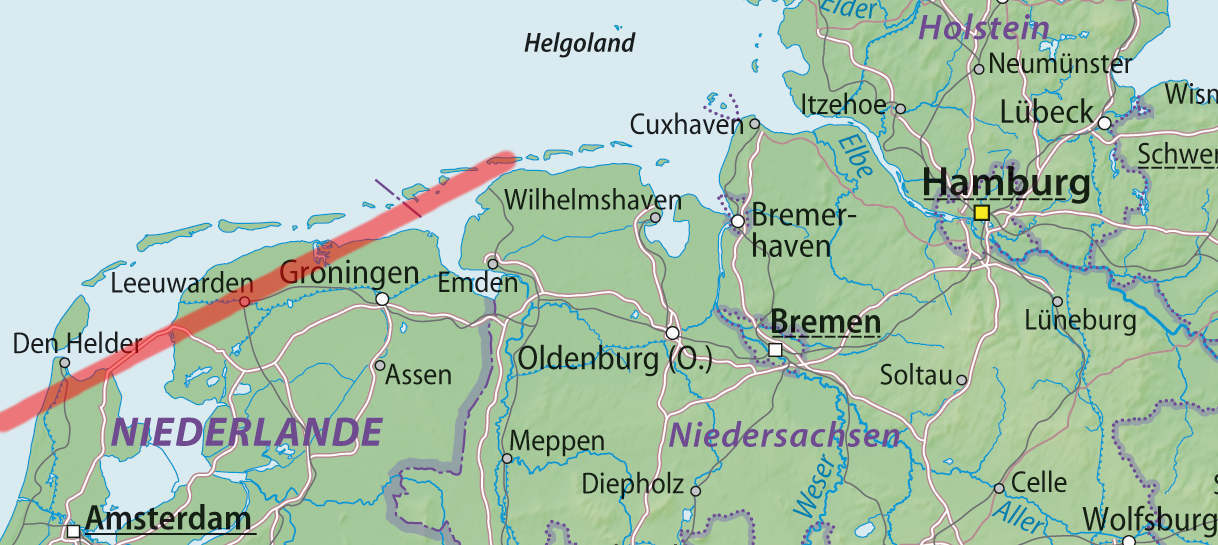
Flugbahn der Feuerkugel vom 13. Oktober 2009

Die Feuerkugel vom 13. Oktober 2009 war ein unerwartetes, spektakuläres Himmelsereignis in der frühen Abenddämmerung, das die Aufmerksamkeit zahlreicher Menschen in Norddeutschland, den Niederlanden, Belgien und in Dänemark erregte.

## Beobachtungen

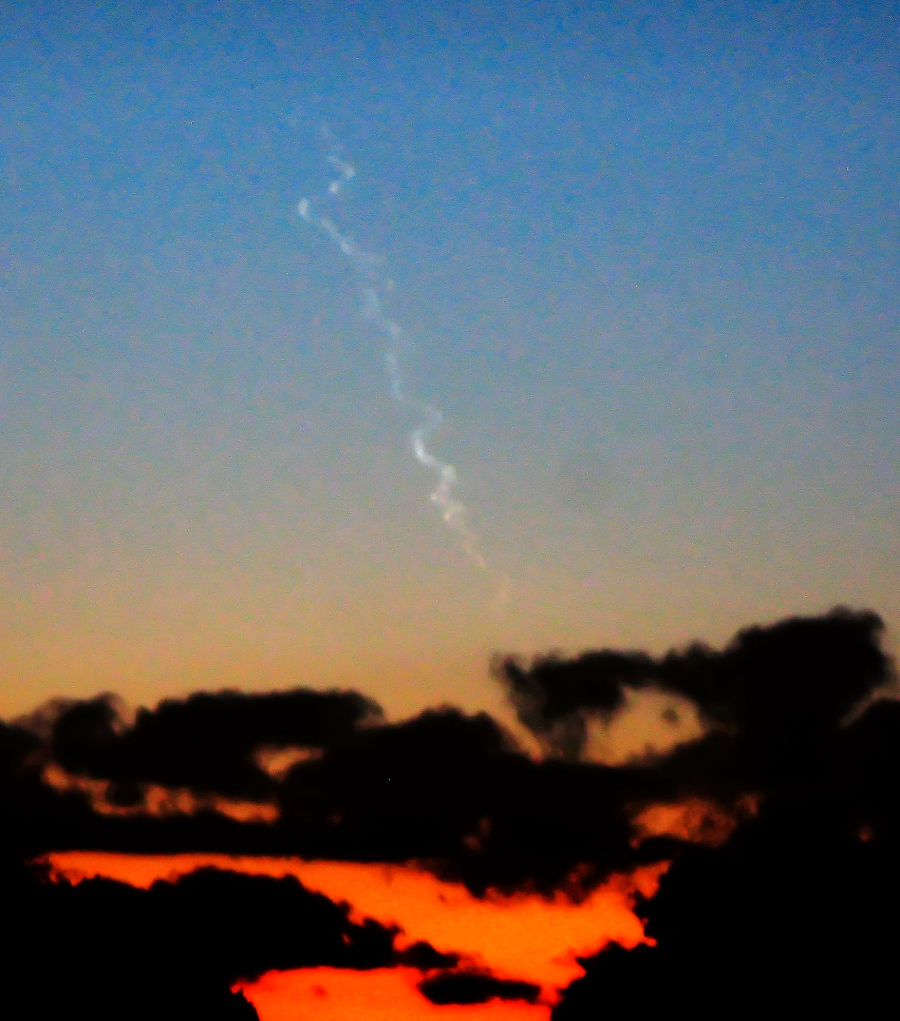
Foto der Rauchspur

Kurz nach Sonnenuntergang zog, gegen 18:58 Uhr, eine helle Feuerkugel von Südwesten nach Nordosten über die nördlichen Niederlande in Richtung Dollart und norddeutsches Wattenmeer. Die Leuchterscheinung dauerte mehrere Sekunden lang und wurde von einigen Beobachtern fotografiert. Eine besonders eindrucksvolle Fotoserie gelang Robert Mikaelyan von Groningen aus. Eines seiner Bilder wurde am 15. Oktober als Astronomy Picture of the Day veröffentlicht. Gegen Ende der Flugbahn zerbrach der Meteoroid in mehrere Teile. Viele Zeugen in den nördlichen Niederlanden berichteten von donnernden Geräuschen und einem Knall. Sogar in Kasachstan, mehr als 3000 Kilometer entfernt, konnte der Infraschall registriert werden. Am Himmel blieb eine Rauchspur zurück, die schnell von Höhenwinden verformt wurde, aber in der Dämmerung noch mehrere Minuten gut zu erkennen war. Besonders die Rauchspur ist durch Fotografien aus verschiedenen Blickwinkeln außergewöhnlich gut dokumentiert.

### Fehleinschätzungen und Berichte
Zahlreiche Augenzeugen vermuteten eine abgeschossene Rakete, ein abgestürztes Flugzeug, verglühten Weltraumschrott oder ein Ufo als Ursache. Das Ereignis wirkte so bedrohlich und ungewohnt, dass Entfernungen, Höhen und Geschwindigkeiten fast immer gravierend unterschätzt wurden. Von vielen Augenzeugen wurde ein Absturz in wenigen hundert Metern Entfernung angenommen, obwohl das Ereignis in vielen Fällen mehr als hundert Kilometer weit entfernt stattfand. In manchen Regionen der Niederlande und Norddeutschlands kam es zu Alarmierungen von Polizei und Feuerwehren. Presse, Rundfunk und Fernsehen berichteten ausführlich über den Feuermeteor und auch im Internet verbreiteten sich Sichtungsmeldungen sehr schnell.

## Auswertung und Suche nach Meteoriten
Die Auswertung von Zeugenaussagen und Bildern wurden unter anderem von Thomas Grau vorgenommen. Er hatte bereits Anfang desselben Jahres erfolgreich nach dem Ostsee-Meteoriten gesucht. Thomas Grau konnte das vermutliche Fallgebiet auf das Wattenmeer zwischen der Stadt Norden und der Insel Juist eingrenzen. Da das Ereignis bei Flut stattfand, besteht die Möglichkeit, dass Meteoriten vom Wasser abgebremst wurden und sanft auf den Wattboden gesunken sind. Eine einwöchige, intensive Suche im Wattenmeer und an der ostfriesischen Küste blieb allerdings erfolglos.